# Anne Tyng

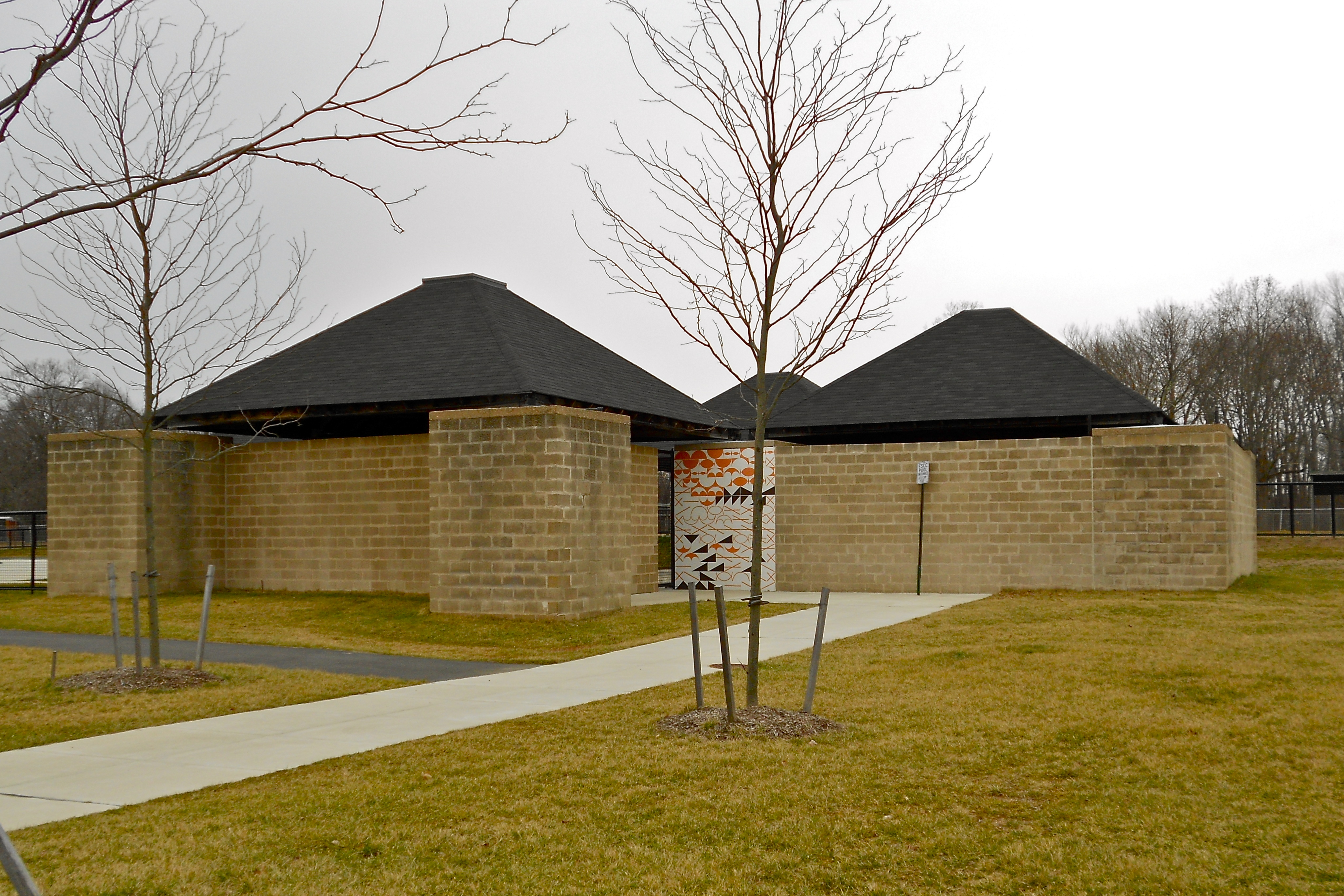
Trenton Bath House

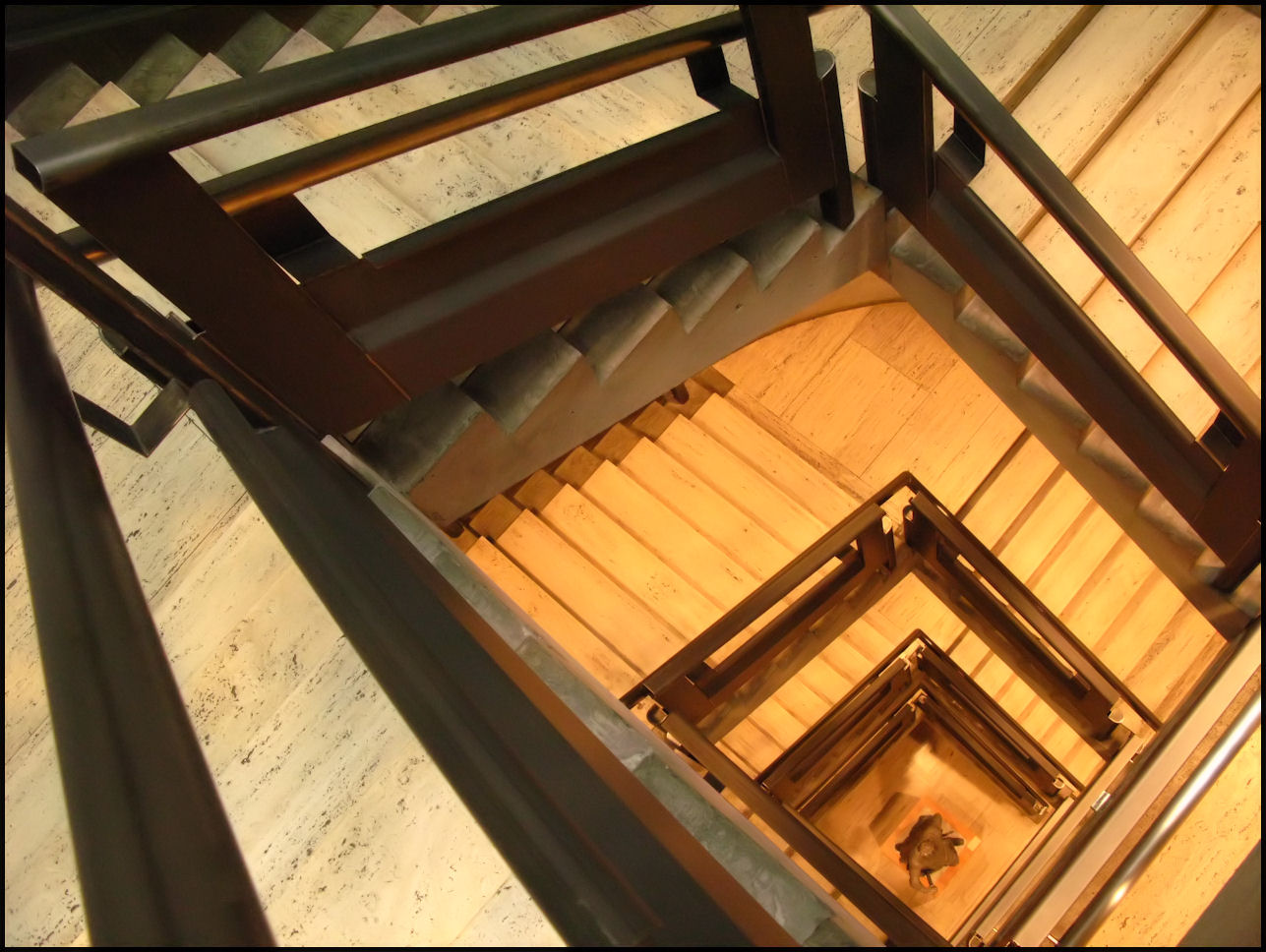
Yale Center for British Art

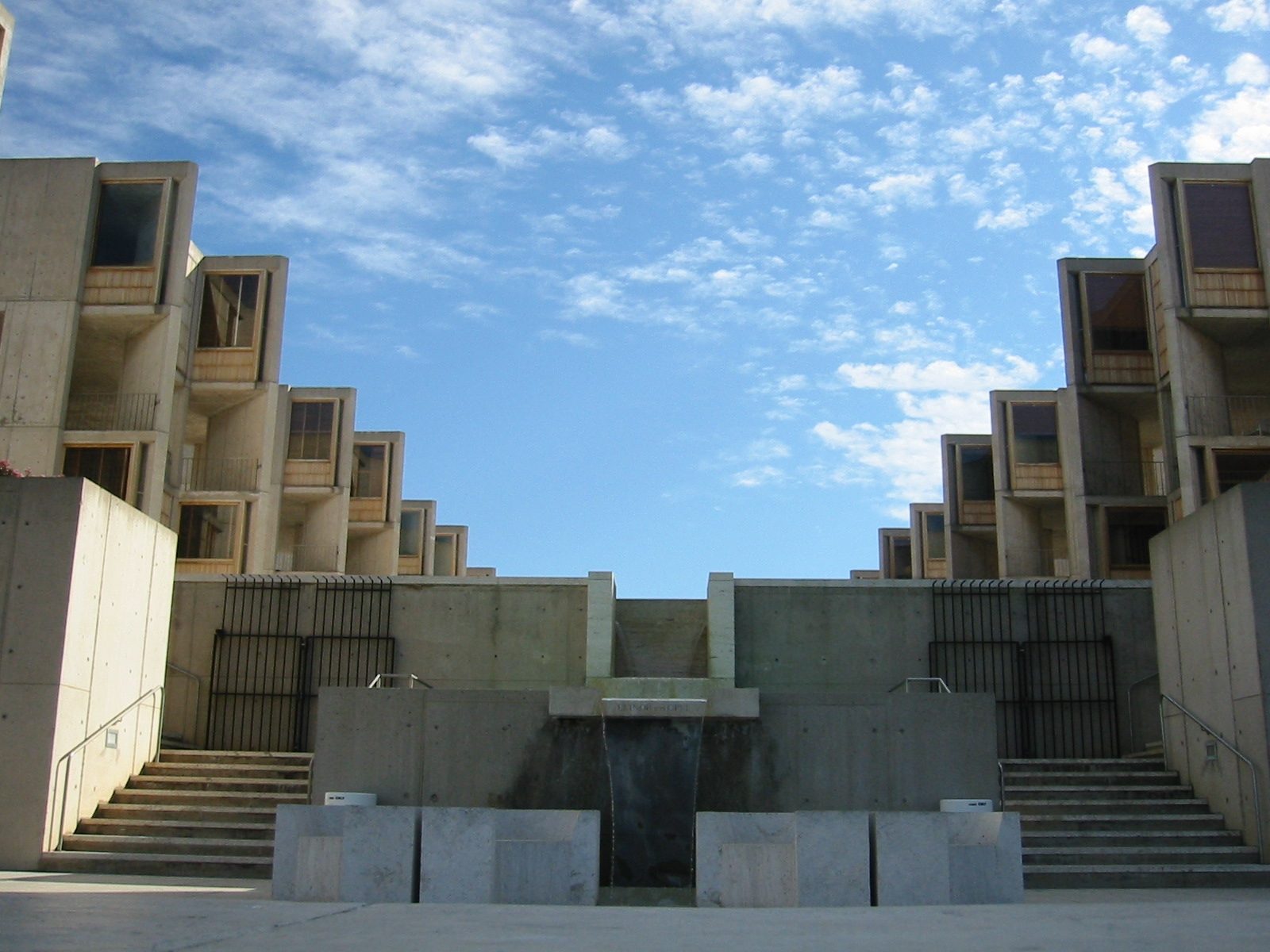
Salk Institute

Anne Griswold Tyng (Lushan, China, 14 de julio de 1920 - Greenbraer, Estados Unidos, 27 de diciembre de 2011) fue arquitecta estadounidense. Fue socia de Louis Kahn durante 19 años. Ha sido miembro del Instituto Americano de Arquitectos y académica de la Academia Nacional de Diseño de Estados Unidos desde 1975.
.

## Primeros años
Tyng nació en Lushan, China. Sus padres, Ethel and Walworth Tyng, fueron misioneros episcopalianos. Era la cuarta de 5 hermanos. Vivió en China hasta los 14 años. Se graduó en la St. Mary‘s School, Peekskill, Nueva York. Volvió a China para visitar a su familia y viajó por el sur asiático y Europa.
Se graduó en Bellas Artes en el Radcliffe College en 1942 y posteriormente estudió con Walter Gropius, Marcel Breuer y Catherine Bauer en la Escuela de Arquitectura de Harvard, siendo una de las primeras mujeres graduadas en esta institución. En 1944 trabajó en Nueva York en distintas firmas de diseño industrial como Van Doren, Nowland & Schladermundt y Knoll Associates.

## Trayectoria
En 1945 comenzó a trabajar en el estudio de Louis Kahn y Oscar Stonorov. Era la única mujer entre 6 arquitectos, y allí desarrolló proyectos urbanos y de vivienda. En 1947 se unió a la oficina de Kahn, ya separado de Stonorov. Los primeros proyectos que realizaron son la Casa Weiss  (1947-50) y la Casa Genel (1948-51), el Edificio Radbill y el Pincus Pavilion para el Hospital Psiquiátrico de Filadelfia (1948-54).
Comienza a trabajar en una propuesta para el centro de Filadelfia en donde contribuye con sus conocimientos sobre formas geométricas complejas como en la trama de la City Tower (1953), un rascacielos con una estructura tetraédrica. Cuando la maqueta fue incluida en una exhibición del Museo de Arte Moderno en 1960, Kahn no incluyó su nombre al principio, pero finalmente reconoció la autoría.
En 1954 da a luz a Alexandra Tyng, hija de Kahn. En ese momento y para evitar el potencial escándalo ya que él estaba casado, rechaza una beca Fullright y parte hacia Roma durante un año. Tyng aprovechó para estudiar ingeniería estructural con Pier Luigi Nervi.
Regresó a Filadelfia en 1955 ya como consultora asociada del estudio de Kahn. Entre los trabajos realizados en conjunto se encuentran la Galería de Arte de la Universidad de Yale (1951-53), la Trenton Bath House (1955), el estudio de Esherick (1956), el Martin Marietta Baltimore Research Center (1956-57), el Instituto Salk (1959-55), el Erdman Hall (1960-65), el Mill Creek Housing Project (1962), y el Centro de Arte Británico de Yale (1974).
Tuvo un rol principal en el diseño de la Casa Shapiro (1958-62) y la Clever House (1957-62).
En paralelo al trabajo en el estudio de Kahn continuó con sus exploraciones geométricas y de diseño industrial. En 1947 desarrolla el Tyng Toy, un conjunto de 6 piezas en madera contrachapada que los niños podían armar y desarmar fácilmente armando muebles o juguetes, que fue exhibido en el Walker Art Center, Minneapolis. También formó parte de una muestra de la American Federation Arts que se presentó en Alemania y Austria.

## Carrera académica
Inicia enseñando arquitectura y diseño del mueble en el Beaver College (hoy Arcadia University), Glenside, en 1948. Fue profesora en Penn University desarrollando el tema de la morfología basada en principios geométricos. Entre los años 1970s y 1980s fue conferencista invitada en Carnegie Mellon, Pratt, Parsons, Cooper Union, Rennselaer Polytechnic Institute, Drexel, University of Minnesota, University of Texas at Austin, entre otras escuelas.

## Reconocimientos
Richard Buckminster Fuller la considera "la estratega geométrica de Louis Kahn".
En 1953 la casa que hizo para sus padres, Walworth Tyng House fue premiada por el ingenioso sistema estructural, con Mención Honorable del AIA de Filadelfia y publicado por The Charette (Pennsylvania Society of Architects).
En 1963 fue premiada con el AIA Brunner Grant para desarrollar un estudio sobre las formas tridimensionales.
En 1965 fue la primera mujer en recibir un subsidio de la Fundación Graham que fue destinado a estudiar el tema de los patrones geométricos: Anatomy of Form: The Divine Proportion in the Platonic Solids. Obtuvo su doctorado en la Universidad de Pensilvania en 1975 con el trabajo titulado Simultaneousness, Randomness and Order. Como correlato de sus investigaciones diseñó entre 1971 y 1974 la Four-Poster House. Una retrospectiva de su trabajo fue presentado en la muestra Inhabiting Geometry, organizada en 2011 por el Instituto de Arte Contemporáneo de la Universidad de Pensilvania y la Fundación Graham.
En 1989, Tyng publicó el ensayo From Muse to Heroine, Toward a Visible Creative Identity, un estudio del desarrollo de las funciones creativas femeninas en la arquitectura vinculado a las ideas de Jung.
Sus papeles se encuentran en los Architectural Archives, University of Pennsylvania.